# Dieter Nohlen
Dieter Nohlen, né le 6 novembre 1939 à Oberhausen est un politologue et universitaire allemand. Il est professeur émérite de sciences politiques à la faculté des sciences économiques et sociales de l'université de Heidelberg. Expert des systèmes électoraux, il est l’auteur de plusieurs livres.
Promotion 1967. 1970 - 1973 représentant de la Fondation Konrad Adenauer en Chile; cours magistrals à la 'Facultad Latinoamericana de Ciencias Sociales' (FLACSO). 1973 Habilitation universitaire. 1974 - 2005 'Professor für Politische Wissenschaft' à l'Université de Heidelberg. 

### Sources
- (en) Cet article est partiellement ou en totalité issu de l’article de Wikipédia en anglais intitulé « Dieter Nohlen » (voir la liste des auteurs).